# Common Goal
Common Goal es una ONG fundada por el futbolista español Juan Mata y Jürgen Griesbeck en agosto de 2017. El objetivo de esta organización consiste en que varios futbolistas donen el 1% de su sueldo a proyectos benéficos. Common Goal en la actualidad, colabora con más de 125 organizaciones humanitarias en más de 80 países que colaboran con más de 3 millones de niños de todo el mundo. En pocas semanas, recibió el patrocinio de múltiples empresas, como el Banco Santander, Facebook, EA Sports o Onefootball. Además, esta entidad se convirtió la anterior temporada en el primer patrocinador de la Champions League.